# Museu de Ciências Naturais da PUC Minas
O Museu de Ciências Naturais da Pontifícia Universidade Católica de Minas Gerais é um museu brasileiro de ciências naturais, que por meio de exposições, educação e pesquisa, preserva o patrimônio natural, histórico e cultural do Brasil.
Possui coleções da fauna brasileira atual de mamíferos, aves, répteis e anfíbios, principalmente de espécies do cerrado. Desenvolve pesquisas nas áreas de paleontologia, zoologia e conservação da natureza.
Criado em 1983, o Museu de Ciências Naturais possui uma das principais coleções de mamíferos fósseis da América do Sul.

## Atrações

#### Jardim de Borboletas
O Museu conta com um Jardim de Borboletas, local preparado com várias atrações para diversas espécies de borboletas, onde podem se abrigar e alimentar em todos os estágios de sua vida. Funciona também como uma ferramenta de Educação Ambiental para a conscientização da importância de se preservar a biodiversidade. 
Algumas das plantas que o Jardim possui e que fornecem néctar para as borboletas são o agerato, beijinho, bico de papagaio, camará, cosmos, duranta, flor de maio, sálvia de jardim, zínia, entre outras. As plantas hospedeiras de lagartas são o manacá de cheiro, cássias, jurubeba, maracujá, papo de peru, tanchagem, sanquésia, entre outras.

#### Visitas guiadas
São oferecidas visitas monitoradas para grupos organizados, principalmente para crianças. As visitas são acompanhadas por educadores não-formais, que são universitários das áreas de Ciências Biológicas, História, Filosofia e Pedagogia. Os educadores são capacitados e ensinam o conteúdo das exposições esclarecendo quaisquer dúvidas a respeito do acervo do Museu.
Durante o período de férias escolares, em janeiro e julho, o Museu de Ciências Naturais da PUC Minas oferece programação especial com atividades de lazer educativo para crianças e adolescentes. Os pacotes com duração de três horas incluem oficinas, jogos educativos, visitas guiadas e lanche e são atividades diferenciadas daquelas oferecidas ao longo do ano.

## Exposições

### A Era dos Répteis
O Museu de Ciências Naturais da PUC Minas possui uma exposição com um acervo de cinco exemplares de dinossauros sul-americanos, pterossauros e um crânio de um crocodilo gigante. Esta exposição apresenta a fauna que dominou a Terra a cerca de 150 milhões de anos atrás, no Período Mesozoico.

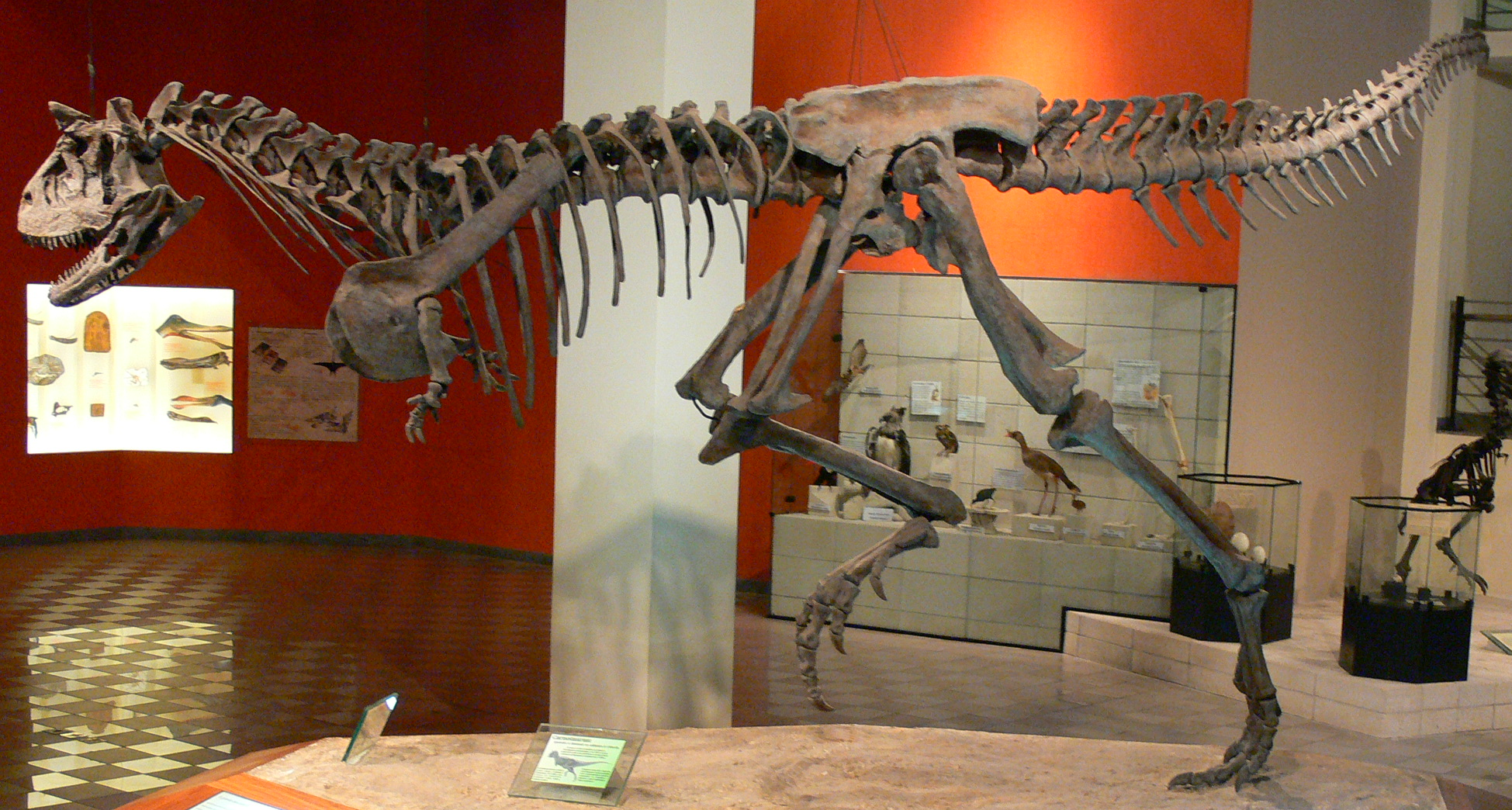
Fotografia da exposição Era dos Répteis do Museu de Ciências Naturais da PUC Minas

### Peter W. Lund: Memórias de um Naturalista
Peter Wilhelm Lund nasceu em Copenhague, Dinamarca, em 1801. Formado em letras e medicina em 1818, dedicou-se à zoologia e à botância. Atraído por trabalhos de outros pesquisadores, visitou o Brasil pela primeira vez em 1825, onde residiu no estado do Rio de Janeiro. Na segunda vez no Brasil, em 1833, percorreu os estados de Rio de Janeiro, São Paulo, Goiás e Minas Gerais, estudando a fauna e a flora locais. Notabilizou-se, porém, pelas pesquisas nas cavernas calcárias da região de Lagoa Santa. Até 1842, Lund Percorreu quase 200 cavernas e identificou 115 espécies de mamíferos. Em Lagoa Santa, onde está situada a Área de Proteção Ambiental Carste de Lagoa Santa, Lund escreveu a história da época pleistocênica brasileira. Nessa Área de Proteção ambiental estão associados sítios paleontológicos com componentes da megafauna extinta. Esse grande naturalista e outros também muito importantes são homenageados nessa exposição, cuja um dos destaques é a Luzia, um dos mais antigos registros de humanos já encontrados nas Américas.

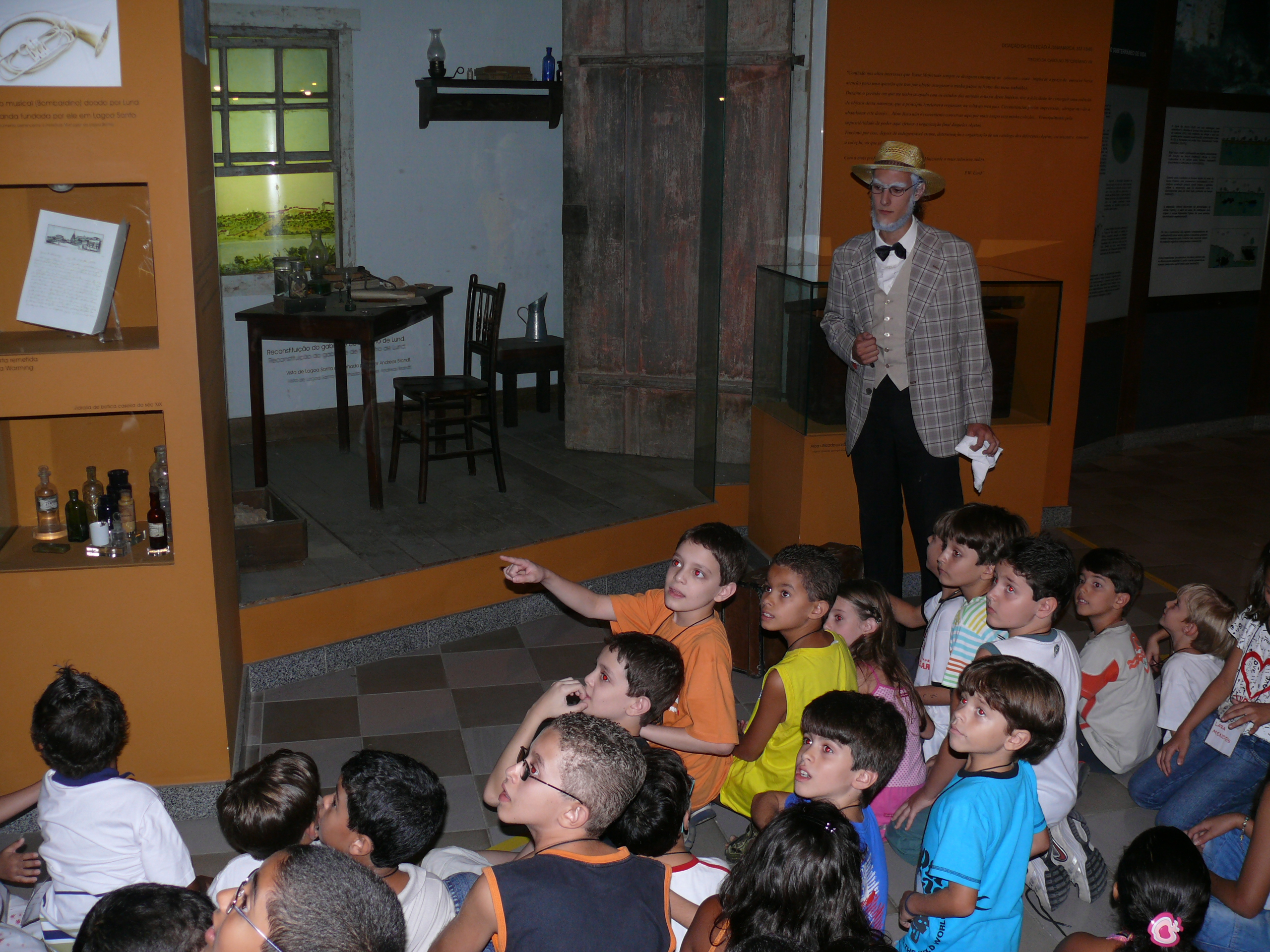
Exposição Lund MCN PUC Minas

### Cavernas: Espaços Subterrâneos de Vida
Nessa exposição do Museu de Ciências Naturais da PUC Minas encontra-se uma réplica de uma caverna de origem calcária, como é o caso da Gruda da Lapinha, situada no Parque Estadual do Sumidouro. com diversos representantes da fauna local em seu interior. Os visitantes entram no local com o auxílio de lanternas e podem ver diversos representantes da fauna local em seu interior, além de conhecer aspectos de sua formação, evolução, relações com a fauna e vegetação, e processos de fossilização.

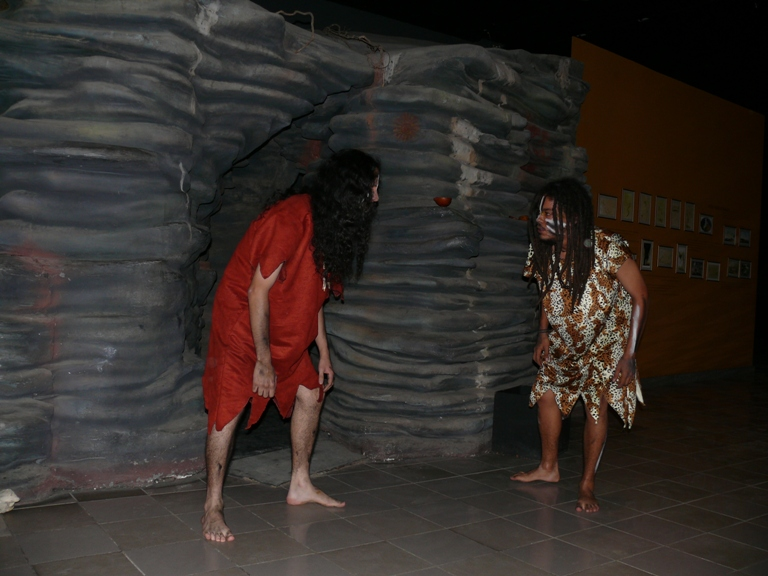
Caverna do Museu de Ciências Naturais da Pontifícia Universidade Católica de Minas Gerais (PUC Minas)

OBS:A caverna não se tem mais no museu,por causa do incêndio ocorrido.Que começou na caverna.

### O Cerrado
O Cerrado é um bioma que ocupa 21% do território nacional e possui a mais rica flora entre as savanas do mundo, com um alto nível de endemismo. É um lugar chamado de hotspots pois apresenta grande parte da fauna e flora mundial e está sofrendo grande pressão antrópica. O Museu de Ciências Naturais da PUC Minas tem uma exposição dedicada a esse bioma. Nessa exposição o visitante encontra o amanhecer do cerrado, o dia, o crepúsculo e a noite. Em cada uma dessas seções são encontrados animais que ficam ativos naquela hora do dia, além de plantas típicas desse ambiente.

### A Grande Extinção: 11 Mil anos
O Pleistoceno foi uma época da Era Cenozoica e do Período Quaternário, há cerca de 1,8 milhões de anos, quando surgiu o homem. Esta exposição mostra um panorama da fauna do país nessa época, com muitos incríveis animais já extintos e espécies atuais que já viviam. No acervo estão esqueletos completos de fósseis como preguiça-gigantes, mastodonte, toxodonte, tatu gigante, tigre-dentes-de-sabre, macaco Protopithecus, dentre outros. Outro local que pode ser visto esse tipo de fóssil é no Museu Arqueológico da Lapinha, na exposição “Fósseis de animais da região”.

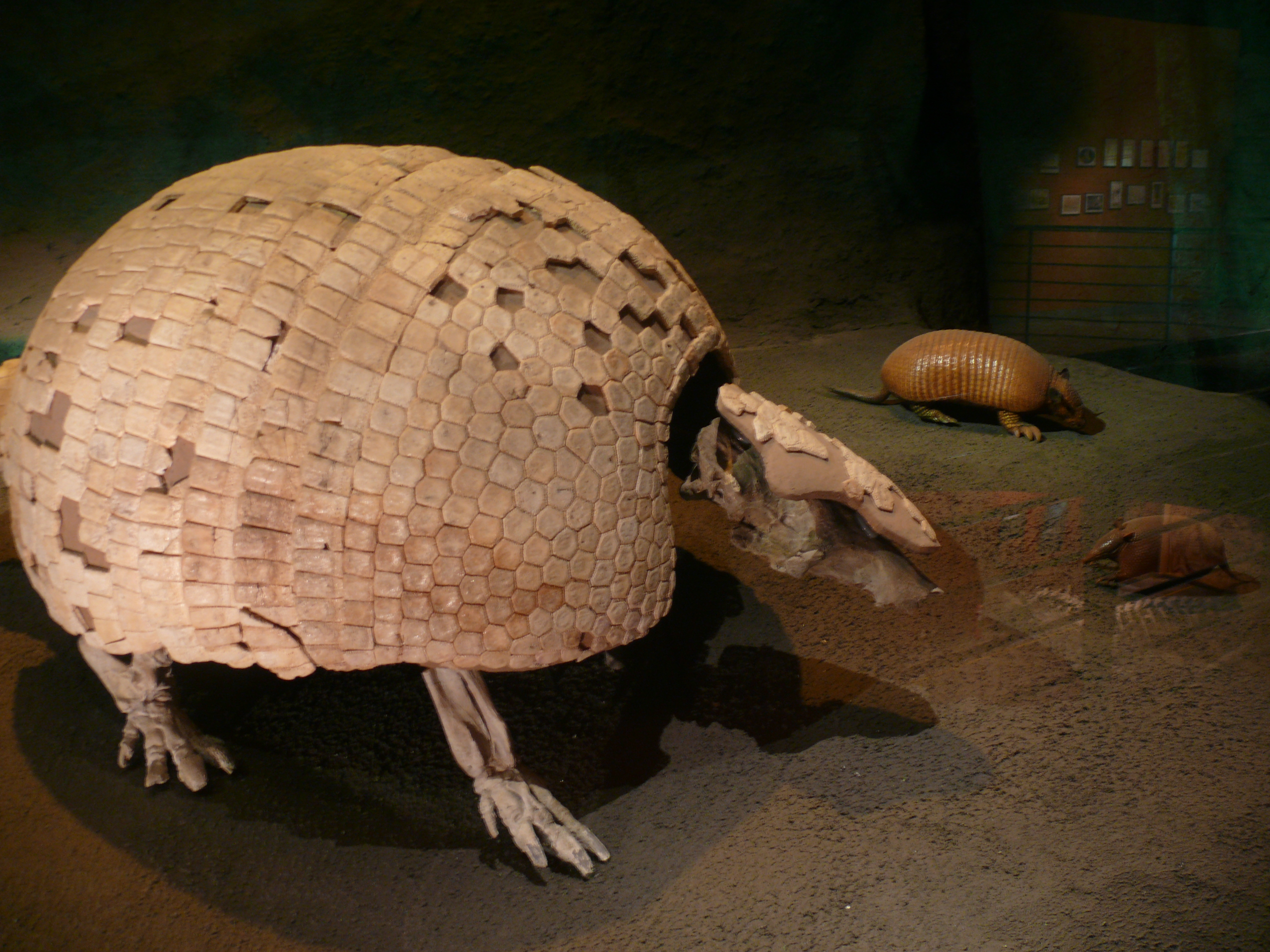
Pleistoceno MCN PUC Minas

### Fauna Exótica
Nessa exposição o visitante pode ter contato com uma fauna que não ocorre no Brasil. Lá se encontram elefantes asiáticos e africanos, rinocerontes e antílopes.

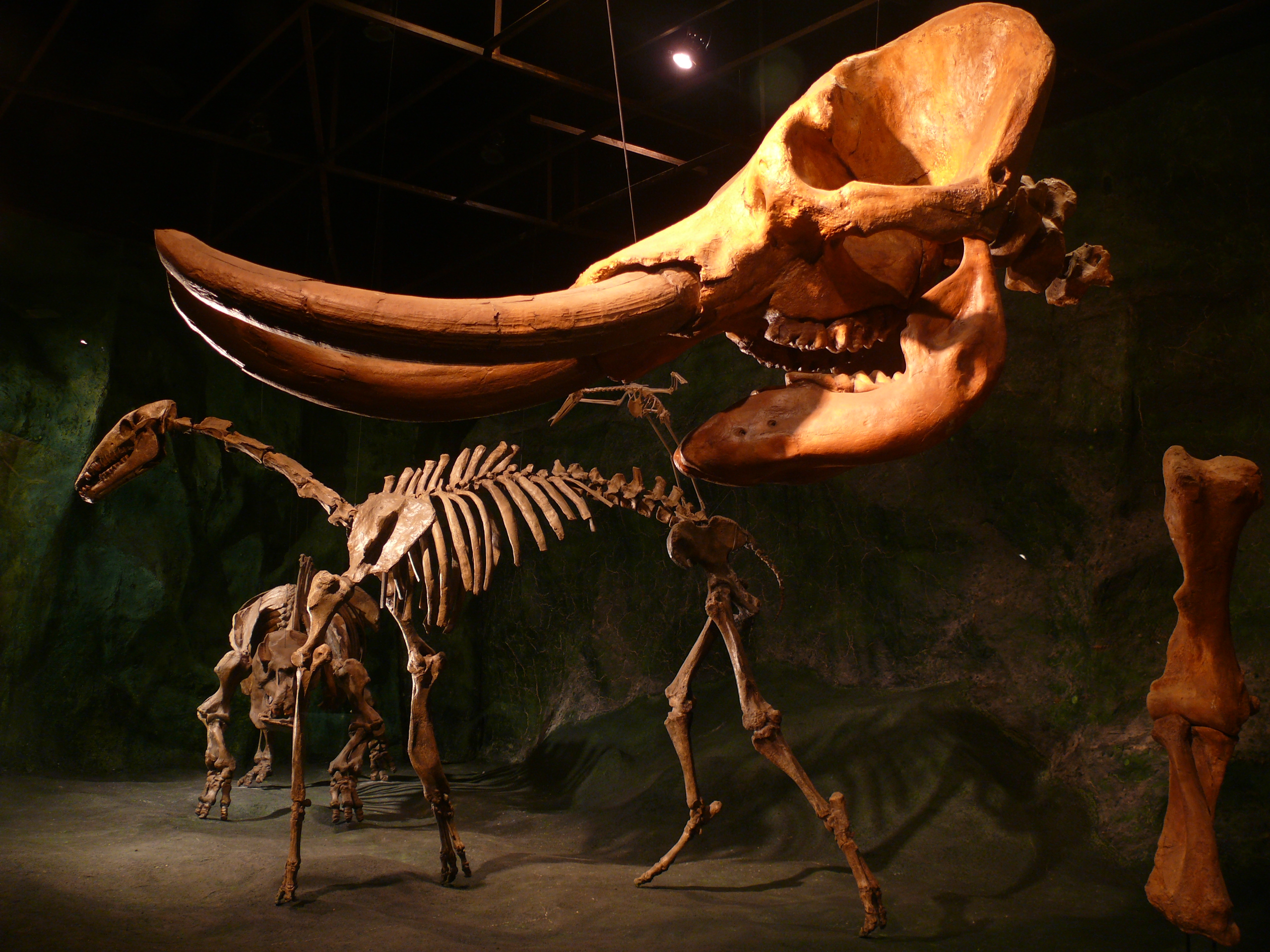
Fotografia da exposição "Fauna exótica" do Museu de Ciências Naturais da PUC Minas

### Vida na Água
A exposição revela a imensa variedade da fauna encontrada no meio aquático. Conta com uma coleção com cerca de mil exemplares de conchas de moluscos, outros invertebrados, e seres mais complexos, como baleias e golfinhos.

## Como chegar e Funcionamento
Horário de Funcionamento:
- terça, quarta e sexta-feira de 8h30 às 17h;
- quinta-feira de 8h30 às 21h;
- e sábados e feriados de 9h às 17h

Visitação: R$10,00 
Observações:
- Entrada franca – crianças até 5 anos, maiores de 60 anos, funcionários e estudantes da PUC Minas (mediante apresentação da carteira de identificação) e membros do ICOM (Conselho Internacional de Museus).
- A venda de ingressos se encerra 15 minutos antes do horário de fechamento do Museu.
- Visitas programadas e outras atividades especiais devem ser agendadas no setor de educação do museu.

Endereço:
Avenida Dom José Gaspar, 290, Bairro Coração Eucarístico, Campus PUC Minas, CEP: 30535-901, Belo Horizonte, Minas Gerais.
- Telefone geral: (31)3319-4152

Fax: (31)3319-4983
E-mail: museu@pucminas.br
- Setor de Educação: (31)3319-4520

E-mail: mcn.educacao@pucminas.br
Linhas de ônibus
- 5401 (São Luís / Dom Cabral)
- 9410 (Sagrada Família / Coração Eucarístico)
- 4110 (Dom Cabral / Santa Maria)
- 4111 (Dom Cabral / Anchieta)
- 403 (Gameleira / CEFET)
- 21(Dom Cabral / BH Shopping)
- 41 (Conjunto Califórnia / Prado)

Metrô
- Estação Gameleira